# Saint-Philippe, Québec
Saint-Philippe är en stad (kommun av typen ville) i provinsen Québec i Kanada, vars centrum är byn Saint-Philippe-de-la-Prairie. Den ligger i regionen Montérégie, i den sydöstra delen av landet, 170 km öster om huvudstaden Ottawa.